# Gare de Belz - Ploemel
Gare de Belz - Ploemel vasútállomás Franciaországban, Ploemel településen.

## Vasútvonalak
Az állomást az alábbi vasútvonalak érintik:
- Auray–Quiberon-vasútvonal

## Kapcsolódó állomások
A vasútállomáshoz az alábbi állomások vannak a legközelebb:
- Gare d’Auray (Gare d’Auray, Auray–Quiberon-vasútvonal)
- Gare de Plouharnel - Carnac (Gare de Quiberon, Auray–Quiberon-vasútvonal)